# Акро-фут

Обʼєм 1 акро-футу

Акро-фут (англ. Acre-foot) — неметрична одиниця обʼєму що приблизно дорівнює 1 233 м³. Використовується в основому у Сполучених Штатах в контексті вимірювання водойм великої площі: резервуарів, каналів, річок, акведуків.
1 акро-фут дорівнює ємності басейну на 8 доріжок, тобто довжиною 25 м (82 фути), шириною 16 м (52 фути) та глибиною 3 м (9,8 фути).

## Означення
Судячи з назви, акро-фут обчислюється як обʼєм одного акра поверхні глибиною в 1 фут.
Беручи означення акра через чейн та фурлонг (тобто 66 ф × 660 ф або 20,12 м × 201,17 м) обʼєм одного акро-футу дорівнює 43 560 фут³ або 1 233,5 м³.
Існує два означення акро-футу: через міжнародний фут або через геодезичний фут. Різниця між двома означеннями становить 0,0006%.